# Cementiri d'Ordal
El Cementiri d'Ordal és un petit cementiri situat als afores del poble d'Ordal, al municipi de Subirats (Alt Penedès).

## Descripció
Ocupa un petit solar quadrangular, envoltat per un senzill mur emblanquinat, rematat per una filera de teules. A la façana principal hi ha el portal d'entrada, flanquejat per dos pilars de pedra. A l'interior, les fileres de nínxols estan distribuïdes adossades a la paret.

## Història
A mitjans del segle XIX, la Quadra de Sant Esteve d'Ordal, amb 550 habitants, no era una parròquia, sinó una Ajuda de la Parròquia de Sant Pere de Subirats. Per aquest motiu el Bisbat no concedia el permís de construir-hi un cementiri, malgrat les peticions dels seus habitants, que havien de portar a enterrar els seus morts al cementiri de Sant Pau d'Ordal, molt allunyat. No va ser fins el 1867 que el bisbe Pantaleó Montserrat signà la creació de la nova parròquia de Sant Esteve d'Ordal, Tinença de Sant Pere de Subirats, i el 1870 es donà el permís per a la construcció del cementiri, sempre que la financessin els veïns i particulars d'Ordal.
Les obres començaren l'octubre de 1871, a la finca de Can Ravella, amb el beneplàcit del seu propietari, Ramon d'Olzinellas. El cementiri va ser beneït pel rector de Vallirana el dia de difunts del mateix any.